# Jakub Lejkin
Jakub Lejkin (1906 – 29. října 1942 Varšava) byl polský advokát židovského původu, zástupce velitele a později velitel Židovské pořádkové služby ve varšavském ghettu a kolaborant s nacistickým Německem. Lejkin hrál vedoucí roli při deportacích místních Židů do vyhlazovacích táborů. Němci mu přezdívali „malý Napoleon“ a zbožňovali jeho brutalitu.

## Život
Lejkin se narodil v roce 1906. Jeho otec byl bohatý obchodník. Vystudoval vojenskou školu v Jarocinu. Před rokem 1940 pracoval jako advokát. Byl velmi malého vzrůstu.
Od 1. května 1942 (po dočasném zatčení Józefa Szeryńského gestapem) působil jako velitel Židovské pořádkové služby. Hrál vedoucí roli při deportacích varšavských Židů do vyhlazovacích táborů. V srpnu 1942 vydal na příkaz Němců rozkaz, že každý příslušník Židovské pořádkové služby musí přivést na Umschlagplatz pět lidí.
Lejkin byl zabit 29. října 1942. Byl zastřelen za bílého dne na ulici Gęsia ve Varšavě židovským odbojářem Eliaszem Różańskim. Jeho trasu předtím vypátrali další odbojáři, Emilia Landau a Jisra'el Gutman.
Lejkin byl pohřben na varšavském židovském hřbitově.